# Königreich Yatenga

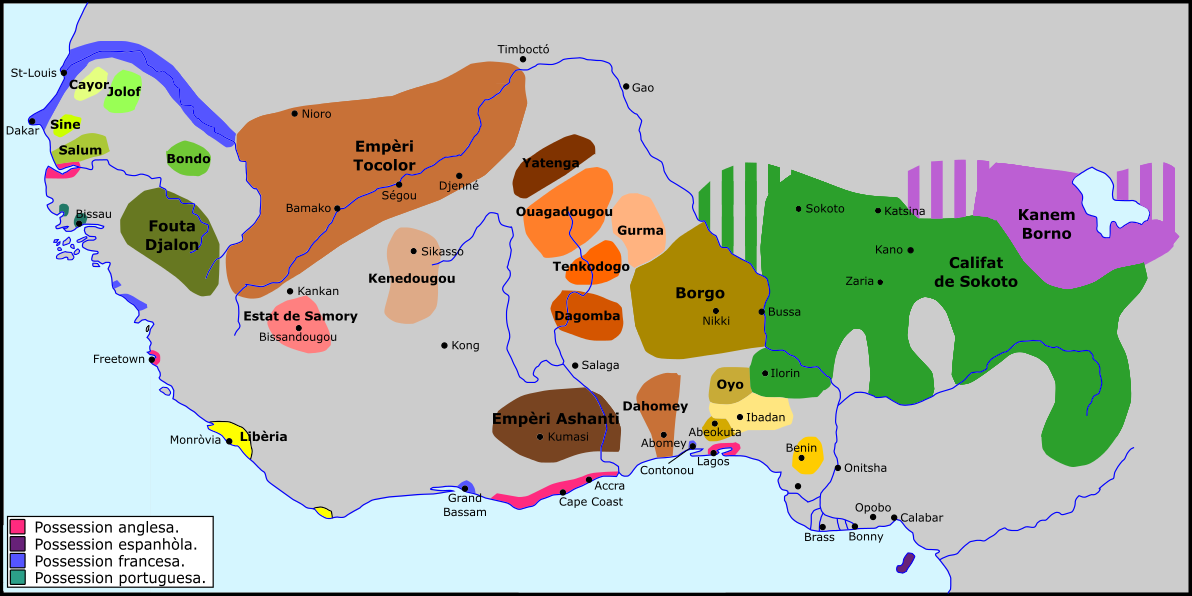
Westafrika um 1875 – Yatenga mittig oben

Das Königreich Yatenga war ein Moose-Königreich in Westafrika auf dem Gebiet des heutigen Burkina Faso und bezeichnet bis heute die noch herrschende Dynastie ihrer Könige („Naaba“). Sein kultureller und politischer Mittelpunkt war Gourcy und später Ouahigouya.
Es wurde in den 1890er Jahren durch Frankreich erobert und ging 1919 in der Kolonie Obervolta auf.
Die Herrscherdynastie Yatengas besteht bis heute, hat jedoch seit Ende des 19. Jahrhunderts keine direkte politische Macht mehr, ist aber eine wichtige geistige und moralische Autorität in der Region.

## Geschichte
Es gehört zu den im 14. Jahrhundert von den Moose im Nigerbogen gegründeten Reiche.
Sein König, der Yatenga Naaba, residiert seit dem 18. Jahrhundert in Ouahigouya, hat aber heutzutage keine administrative Macht mehr.
Yadega, Sohn des Naaba Nassébiri von Ouagadougou, soll Yatenga gegründet haben, nachdem sein Bruder den Thron in Ouagadougou einnahm. Ausgehend von Gourcy vergrößerte er seinen Machtbereich, der später das Reich Yatenga bildete.
Im Jahre 1895 wurde ein Protektoratsvertrag mit Frankreich unterzeichnet. Heute ist Yatenga ein Teil Burkina Fasos.